# Noordeinde (Leiden)

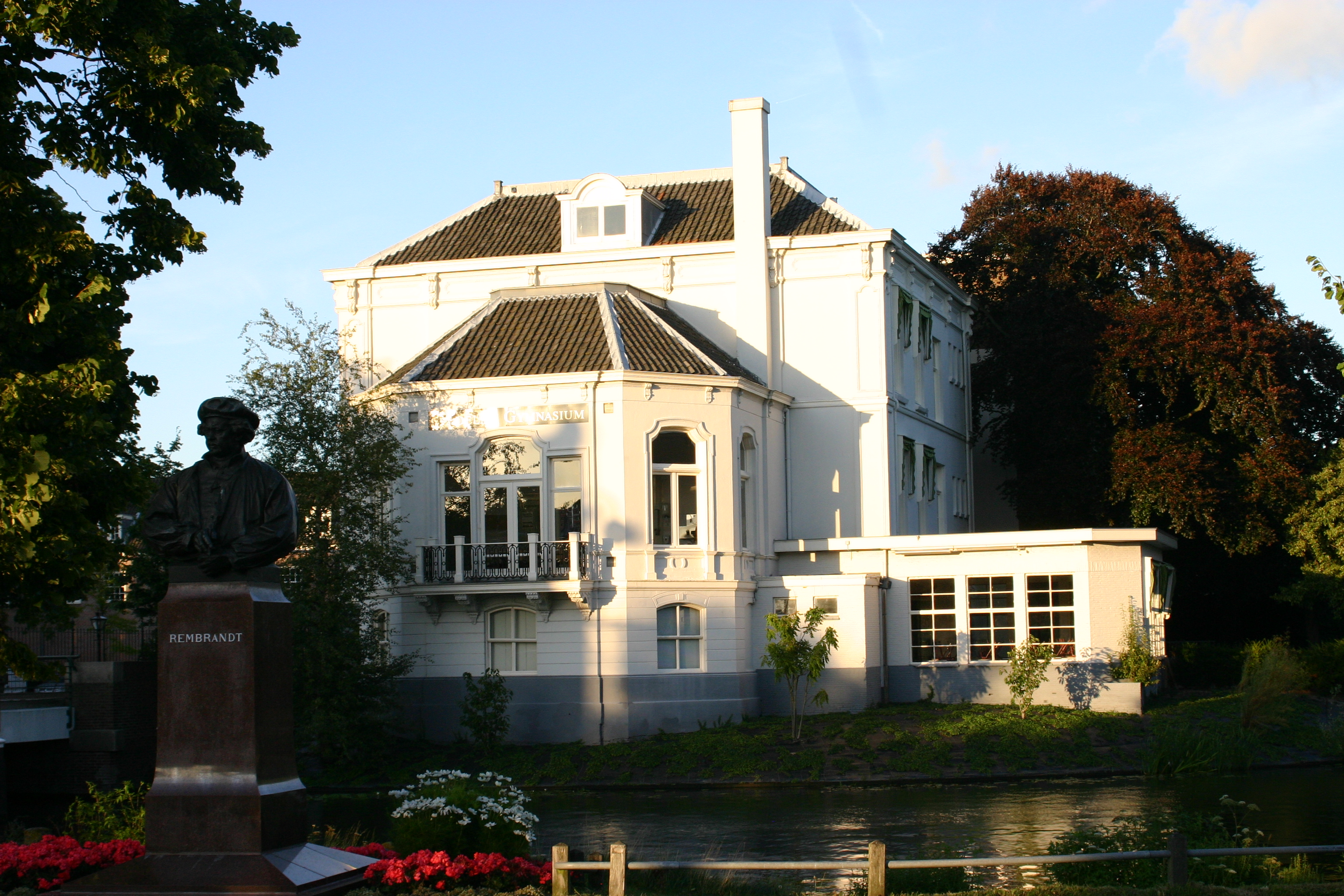
Noordeinde 1, ontwerp van architect Jan Willem Schaap uit 1866. Woning van de directeur van de Zeevaartschool aan de overkant. Van 1922 tot 2009 als schoolgebouw in gebruik.

Het Noordeinde is een straat in de binnenstad van de Nederlandse stad Leiden. Opmerkelijk is, dat de nummering van de huizen niet in het centrum begint, maar juist eindigt.
De straat ligt in het westelijke verlengde van de Breestraat op de zuidelijke, hoge dijk langs de Rijn en loopt tot aan de Witte Singel, de grens van de Leidse binnenstad. Hierna loopt de straat over in het Noordeindeplein, tussen de singel en de Trekvliet, en de Haagweg.
Meerdere verkeersstromen zorgen voor een grote drukte in de relatief smalle straat. De oevers van de Rijn vormen historisch gezien de belangrijkste oost-westverbindingen in dit deel van Zuid-Holland. De route Haagweg-Noordeinde is ook nu nog een belangrijke invalsroute tot het Leidse centrum. Voor het autoverkeer en winkelbevoorrading vormt de straat de enige toegang tot het westelijk deel van de binnenstad. Ook lopen er enkele buslijnen over het Noordeinde en is het de belangrijkste verbinding voor de pendelbusjes van de P&R-locatie Haagweg. Daarnaast is de straat een belangrijk onderdeel van het fietsnetwerk in de stad.
De drukte zorgt van oudsher al voor veel bedrijvigheid in de straat. Het Noordeinde staat bekend om zijn vele (internationale) restaurants en cafés. Op het adres Noordeinde 40 (het grote pand met de hekjes aan de straatzijde) was ooit een schoolgebouw. Van oorsprong was er heel wat middenstand aan het Noordeinde gevestigd: een schoenwinkel, een levensmiddelenzaak, een sigarenboer en andere zaken. Deze zijn de laatste tijd nagenoeg verdwenen. Wel vestigden zich enkele kapperszaken. Er zijn veel studentenhuizen aan het Noordeinde gevestigd.
In 2024 en 2025 werd de straat gerenoveerd. De stoep werd van klinkers gemaakt. Daarnaast werden er straatlantaarns in oude stijl geplaatst.
Aalmarkt · Beschuitsteeg · 4e Binnenvestgracht · Botermarkt · Bouwelouwensteeg · Breestraat · Diefsteeg ·  Fokkestraat · Galgewater · Groenesteeg · Haarlemmerstraat · Hogewoerd · Korte Bouwelouwensteeg · Lammermarkt · Noordeinde · Van der Werfstraat  · Witte Singel · Zoeterwoudsesingel